# Anna Lindberg
Anna Lindberg (* 16. November 1981 in Karlskoga, Schweden) ist eine schwedische Wasserspringerin. Sie gewann vier Goldmedaillen vom 1-m- und 3-m-Sprungbrett bei Europameisterschaften. Sie ist die Tochter der ehemaligen schwedischen Wasserspringerin Ulrika Knape und Mathz Lindberg.
Lindberg trat bei fünf Olympischen Sommerspielen an, 1996, 2000, 2004, 2008 und 2012. Ihr größter Erfolg war der 5. Platz auf dem 3-m-Sprungbrett im Jahre 2000.
Ihre größten sportlichen Erfolge feierte Lindberg bei Schwimmeuropameisterschaften. Sie gewann insgesamt acht Medaillen, darunter vier EM-Titel.
Lindberg ist mit dem schwedischen Eishockeyspieler Calle Steen liiert. Im Mai 2009 bekamen sie ihr erstes Kind. Lindberg nahm sich eine einjährige Wettkampfpause.